# William Berntsen
William Eldred Berntsen (Jersie, 25 de março de 1912 — Frederikssund, 14 de setembro de 1994) foi um velejador dinamarquês, medalhista olímpico. Ele competiu nos Jogos Olímpicos de Verão de 1948 na classe Dragon e conquistou a medalha de bronze, ao lado de Klaus Baess e Ole Berntsen. Doze anos depois, nos Jogos Olímpicos de Verão de 1960, disputou a classe 5.5 Metre e conseguiu a prata com Søren Hancke e Steen Christensen.
Em 1961, William Berntsen tornou-se vice-campeão na classe de 5.5 Metre em Helsinque. Seu segundo irmão, Carl Berntsen, navegou nos Jogos Olímpicos de 1936.